# هي تشاو (غطاس)
هي تشاو (بالصينية: 何超) هو غطاس صيني، ولد في 11 فبراير 1992 في زانجيانغ في الصين.

## وصلات خارجية
- هي تشاو على موقع الاتحاد الدولي للسباحة (الإنجليزية)
- هي تشاو على موقع قاعدة بيانات الغوص IAT (الألمانية)
- هي تشاو على موقع أوليمبيديا (الإنجليزية)
- هي تشاو على موقع اللجنة الأولمبية الصينية (الإنجليزية)